# Distoleon persephone
Distoleon persephone is een insect uit de familie van de mierenleeuwen (Myrmeleontidae), die tot de orde netvleugeligen (Neuroptera) behoort. 
Distoleon persephone is voor het eerst wetenschappelijk beschreven door Banks in 1911.